# أولاد جرار (تامدا)
أولاد جرار هي إحدى مشيخات المملكة المغربية، تتبع جغرافيا لإقليم سيدي بنور وإداريًا لتامدا. يقدر عدد سكانها بـ 5875 نسمة حسب الإحصاء الرسمي للسكان والسكنى لسنة 2004.